# Leptoteratura martynovi
Leptoteratura martynovi är en insektsart som beskrevs av Andrej Vasiljevitj Gorochov 1998. Leptoteratura martynovi ingår i släktet Leptoteratura och familjen vårtbitare. Inga underarter finns listade i Catalogue of Life.